# Droga wojewódzka 688
Die Droga wojewódzka 688 (DW 688) ist eine Droga wojewódzka (Woiwodschaftsstraße) in der polnischen Woiwodschaft Masowien und der Woiwodschaft Podlachien, die Tarnopol mit Siemianówka verbindet. Die Strecke liegt im Powiat Hajnowski.

## Streckenverlauf
Woiwodschaft Podlachien, Powiat Hajnowski
-  Tarnopol (DW 687)
- Siemianówka